# Elan Valley
Elan Valley (Tal des Flusses Elan, auf Walisisch Cwm Elan) ist ein Tal in Mittel-Wales, westlich des kleinen Ortes Rhayader.

## Natur
Das Gebiet besteht aus sanften Hügeln, in die steile Täler eingeschnitten sind. Oft findet man noch ursprünglichen Laubwald, der vor allem von Traubeneichen beherrscht wird, sowie Moore oder weite Grasflächen. Das Gebiet ist zu großen Teilen Wasserschutzgebiet unter der Verwaltung des Wasserverbandes Dwr Cymru und somit geschützt.
Es ist reich an Tieren. So wurden hier 180 verschiedene Vogelarten gezählt; zu den über 20 Säugetierarten zählen Füchse, graue Eichhörnchen, Dachse, Otter, Nerze, Iltisse, sowie Rotwild und viele andere.
Das Gebiet ist durch 180 km Wanderwege erschlossen, die markiert und auch in Broschüren beschrieben sind. Dazu gehören auch der Cnwch Wood Nature Trail und der Elan Valley Trail. Das Kammergrab Beddau-Folau aus der Jungsteinzeit (4.400 – 2.900 v. Chr.) liegt im Elan Valley.

## Wasserwirtschaft
Seit 1892 wurden hier eine Reihe Stauseen angelegt, die vor allem die Großstadt Birmingham mit Wasser versorgen. Die hohe Regenmenge (1830 mm, zum Vergleich London 593 mm), die engen Talabschnitte und harten Felsuntergründe, die den Dammbau erleichterten, und die Höhe des Tals, die den Abfluss des Wassers nach Birmingham ermöglichen, ließen dies Gebiet als ideal für die Wasserversorgung der damals aufstrebenden Industriestadt erscheinen.
Dem Bau der Stauseen mussten mehrere Ansiedlungen weichen, darunter auch  ein Wohnhaus des Dichters Percy Bysshe Shelley.